# 中南神学院

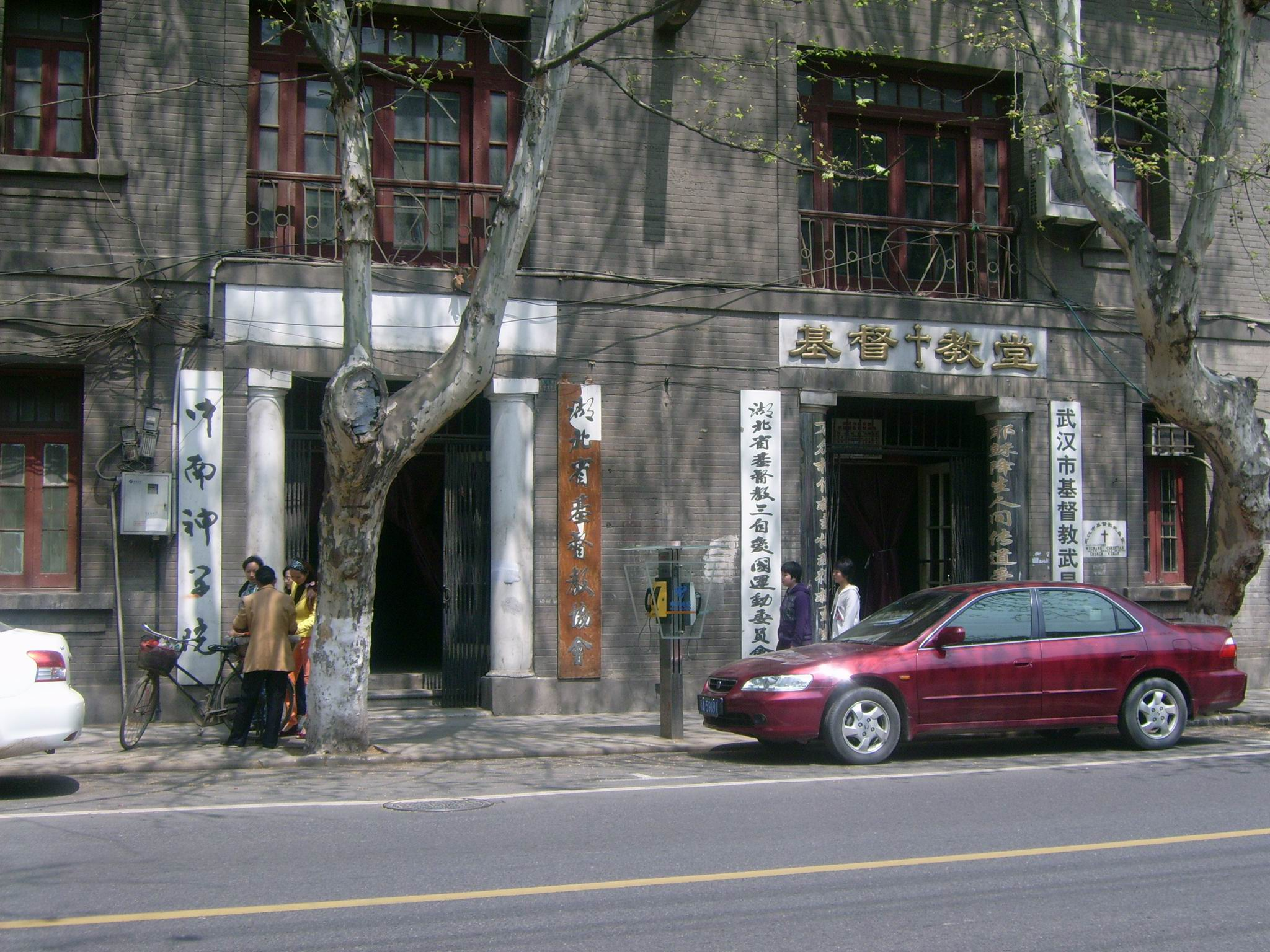
中南神学院

中南神学院位于中华人民共和国湖北省武汉市民主路，武昌城内，蛇山之北，本为基督教武昌堂。中南神学院由河南、湖北、湖南、广东、广西、海南等省市基督教协会合办，生源来自以上省区。
中南神学院开办于1985年，目前为一四年制神学院校。开办以来有毕业生700多名，赴中南地区各地教会服侍，其中有300多人被按立为牧师，120余人担任教师，170余人担任长老；有25人在各神学院校任教；80多人担任各级中国基督教三自爱国运动委员会、中国基督教协会职务，多人担任各级人大代表和政协委员。

## 历任院长
- 陈慰中（名誉院长）（？年-）

1. 刘年芬牧师（1985年-2002年）
2. 汪振仁牧师（2002年-）